# Bogdan Cuvaj
Bogdan Cuvaj (* 21. Oktober 1905 in Agram, Österreich-Ungarn; † 23. oder 25. Juli 1983) war ein kroatischer Fußballtrainer, der mit HŠK Concordia Zagreb mehrfach die jugoslawische bzw. die kroatische Fußballmeisterschaft gewann und 1959 mit Kickers Offenbach das Finale um die deutsche Fußballmeisterschaft erreichte.

## Laufbahn
Über die Anfänge von Cuvajs Tätigkeit als Trainer sind kaum Hinweise zu finden. Gemäß der kroatischen Wikipedia soll er bereits 1926 – im Alter von gerade mal 20 Jahren – die Jugendmannschaft seines Heimatvereins Concordia Zagreb trainiert haben. Weil er mit dem Nachwuchs eine sehr überzeugende Arbeit geliefert hat, soll er bereits 1929 mit dem Amt des Cheftrainers der ersten Mannschaft betraut worden sein, mit der er 1930 die jugoslawische Fußballmeisterschaft gewann. Diesen Erfolg konnte er noch einmal in der Saison 1931/32 wiederholen.
Auch während des Zweiten Weltkriegs trainierte Cuvaj den HŠK Concordia und gewann mit ihm 1942 die während dieser Zeit nur auf Kroatien begrenzte Fußballmeisterschaft. Außerdem war er in den Jahren 1941 und 1942 für die kroatische Fußballnationalmannschaft zuständig.
Nach dem Krieg übernahm Cuvaj den NK Lokomotiva Zagreb, für den er von 1946 bis 1952 verantwortlich war. Später arbeitete er als Trainer bei Dinamo Zagreb, bevor es ihn nach Deutschland an den Main verzog, wo er zunächst (1956/57) den FSV Frankfurt und anschließend (von 1958 bis 1962) die Offenbacher Kickers trainierte. Mit diesen gelang ihm gleich in seiner ersten Saison 1958/59 der Einzug ins Endspiel um die deutsche Fußballmeisterschaft. Dort traf er ausgerechnet auf seinen direkten Vorgänger Paul Oßwald, der die Kickers von 1946 bis 1958 trainiert hatte. Oßwald war 1958 vom Erzrivalen und Nachbarn Eintracht Frankfurt verpflichtet worden und konnte sich im Finale mit seiner neuen Mannschaft gegen sein früheres Team mit 5:3 nach Verlängerung durchsetzen.

## Erfolge
- Jugoslawischer Meister: 1930, 1932
- Kroatischer Meister: 1942
- Deutscher Vizemeister: 1959